# ادريانو روسو
ادريانو روسو (بالإيطالية: Adriano Russo)‏ (6 يونيو 1987 بنابولي في إيطاليا - ) هو لاعب كرة قدم إيطالي في مركز الدفاع. لعب مع نادي بيروجيا ونادي سيينا ونادي فروسينوني وUS Massese 1919 ‏ وFC Real Città di Vico Equense ‏ وأوليمبيا كوليجيانا وASD Todi ‏.

## روابط خارجية
- ادريانو روسو على موقع قاعدة بيانات كرة القدم.إي يو (الإنجليزية)
- ادريانو روسو على موقع Soccerway.com (الإنجليزية)
- ادريانو روسو على موقع AS.com (الإسبانية)